# حزب البلد الأمين الأردني
حزب البلد الأمين هو حزب سياسي أردني تأسس في عام 2014، واتخذ مقرًا له في مدينة عجلون، قبل أن يتمّ حله في عام 2023.

## الأمانة العامة للحزب
شغل خليل السيد منصب الأمين العام لحزب البلد الأمين منذ تأسيسه في عام 2014 وحتى تمّ حلّ الحزب في عام 2023.

## لمحة تاريخية
تأسس حزب البلد الأمين الأردني في يونيو/حزيران عام 2014 وفي نوفمبر/تشرين الثاني من نفس العام أعلن الحزب انضمامه لأحزاب التجمع الوطني الوسطية الاصلاحية في الأردن، والذي كان يضم أيضًا أحزاب العدالة الاجتماعية، والحزب الوطني الدستوري، وحزب الفرسان الأردني، وحزب المساواة الاردني.

## حل الحزب
في مايو/أيار عام 2023 اعتُبر حزب البلد الأمين الأردني حزبًا مُنحلًّا بعدما استبعده مجلس مفوضي الهيئة المستقلة للانتخاب في الأردن بسبب عدم تمكنه من استيفاء بعض الشروط التي نصّ عليها قانون الأحزاب الأردني رقم (7) والصادر في عام 2022. كانت الحكومة الأردنية قد أقرت في العام السابق قانونًا لتنظيم تأسيس الأحزاب السياسية في الأردن، وكانت مواد هذا القانون تشترط أن تُحقّق الأحزاب السياسية مجموعة من المعايير لكي تتم الموافقة على تأسيسها وتُصبح أحزابًا مُعترف بها رسميًا ويحق لها المُشاركة في الانتخابات البرلمانية الأردنية. كان من بين هذه الشروط أن ينضمّ للحزب في وقت إعلان تأسيسه ما لا يقلّ عن 1000 عضو في ستة مُحافظات أردنية مُختلفة، بحيث لا تقل نسبة النساء عن 20 بالمائة من أعضاء الحزب ولا تقل نسبة الشباب عن 20 بالمائة من الأعضاء.
أمهلت الهيئة المُستقلة للانتخاب الأحزاب التي لا تُحقّق بعض أو كل اشتراطات قانون الأحزاب حتى مايو/أيار في العام التالي لكي تتمكّن من توفيق أوضاعها، بينما اعتبرت الأحزاب التي لم تتمكّن من ذلك بعد انقضاء المُهلة المُحددة أحزابًا منحلة، وبناءًا على ذلك تم حل 19 حزبًا سياسيًّا، وكان حزب البلد الأمين الأردني واحدًا من هذه الأحزاب.